# Villa Nager

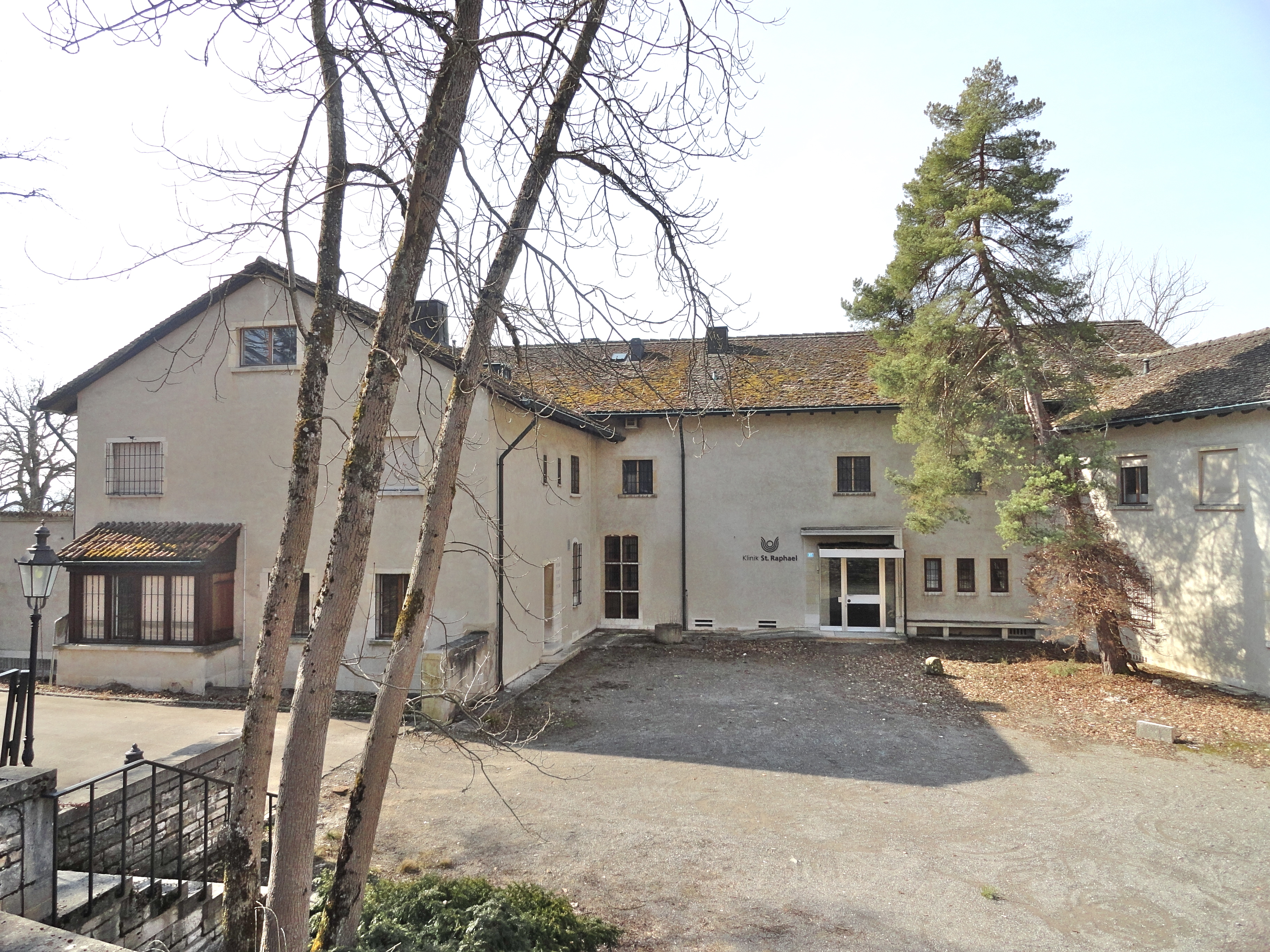
Die Villa Nager 2012

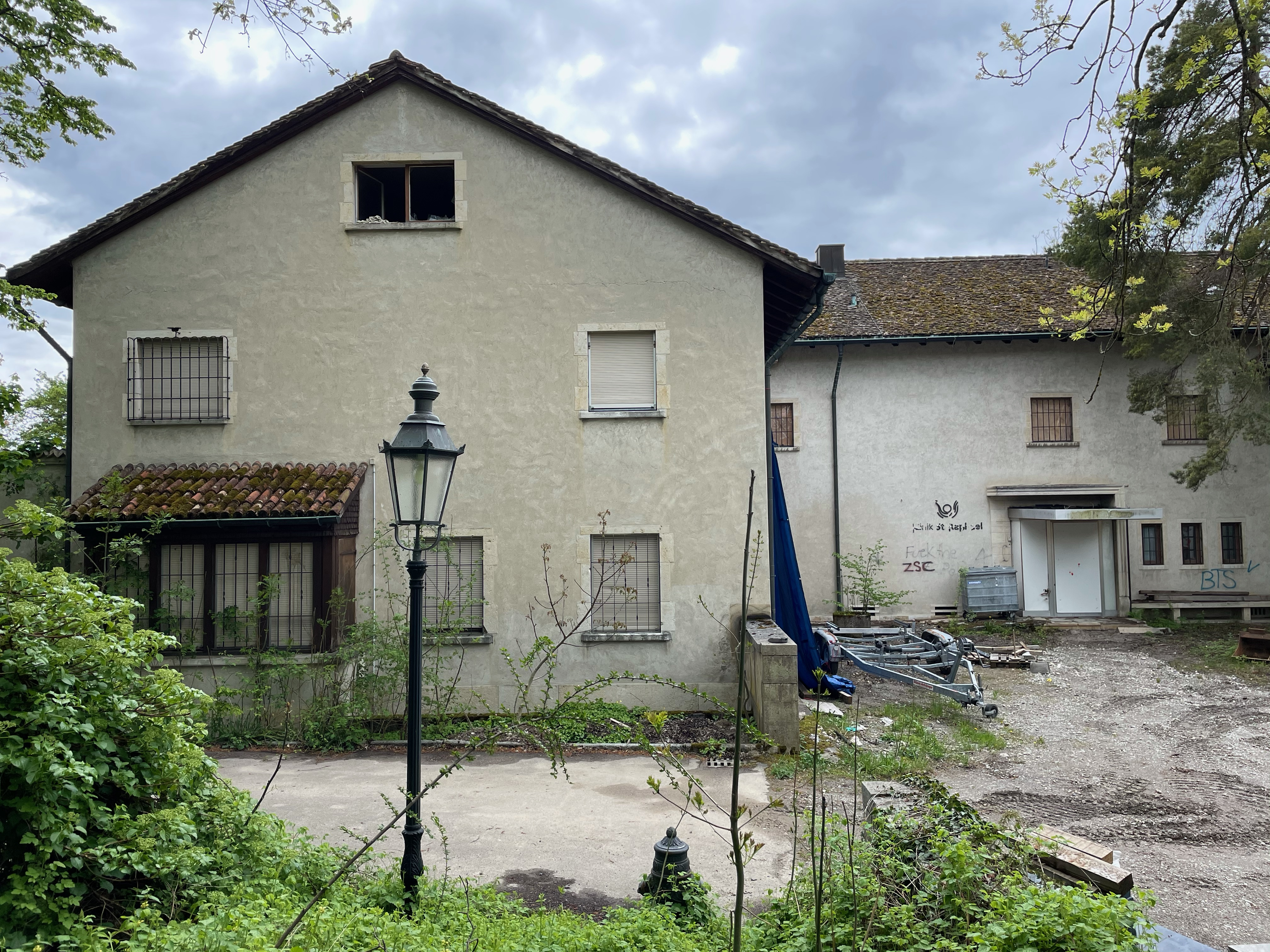
Zustand Mai 2021

Die Villa Nager ist ein im Landistil erbautes Gebäude in Küsnacht im Kanton Zürich. Sie war bis 2008 Teil der Privatklinik St. Raphael und steht unter Denkmalschutz.

## Geschichte
Im Jahr 1902 übernahmen Franziskanerschwestern des Instituts vom Heiligen Kreuz in Menzingen (Menzinger Schwestern) in der Augen- und Krankenanstalt am Seefeldquai in der Stadt Zürich den Krankendienst. Einige Jahre später pachtete der Orden die ganze Klinik und führte sie unter dem Namen Paracelsus-Klinik in eigener Regie.
Kurz vor dem Zweiten Weltkrieg beauftragte 1937 der Ohrenarzt Felix Nager die Architekten Gebrüder Pfister mit dem Bau einer Villa in Itschnach. Diese erstellten das Gebäude im sogenannten Landistil. Während einfache Einfamilienhäuser und kleine Mehrfamilienhäuser aus dieser Periode das Bild der Nachkriegszeit stark prägten, waren herrschaftliche Bauten wie die Villa Nager selten, was sie zu einem Stück Schweizer Architekturgeschichte macht.
Von Nager erwarben die Franziskanerschwestern in den 1960er Jahren dessen Wohnhaus. Im Garten wurden ein Bettenhaus und eine Klausur für die Schwestern erstellt. Wegen Nachwuchsproblemen übergaben die Ordensschwestern die Klinik Anfang 1985 an Belegärzte. Im Sommer 2008 wurde der Betrieb der alten Klinik eingestellt und der Gebäudekomplex mit der Villa Nager verkauft.

## Denkmalschutz
Das Gebäude war schon länger im Inventar der schutzwürdigen Bauten der Gemeinde Küsnacht aufgeführt. Als 2001 die Klinik St. Raphael einen modernen Neubau erstellen wollte, stufte es der Gemeinderat höher ein, Standortgemeinde der prestigeträchtigen Klinik zu bleiben und verzichtete auf eine formelle Unterschutzstellung. Als die Klinik jedoch definitiv ihre Pforten schloss, entfielen die Argumente für eine Entlassung. Deshalb stellte im September 2009 der Gemeinderat von Küsnacht die Villa Nager unter Denkmalschutz, wogegen die Klinik rekurrierte.
Bereits die Baurekurskommission hat die ehemalige Villa Nager «ein(en) einmalige(n) Repräsentant(en) des herrschaftlichen Wohnens aus der Landizeit» genannt. Am 3. März 2012 lehnte das Bundesgericht den Rekurs ab. Es erkennt in der Villa Nager ein Stück Schweizer Architekturgeschichte und hält ihren Schutz für berechtigt. Im Juli 2022 bestätigte es endgültig die Schutzwürdigkeit der Villa.